# Masayuki Okano
Masayuki Okano (n. 25 iulie 1972) este un fost fotbalist japonez.

## Statistici
| Japonia | Japonia | Japonia |
| An      | Meciuri | Goluri  |
| ------- | ------- | ------- |
| 1995    | 3       | 0       |
| 1996    | 11      | 1       |
| 1997    | 5       | 1       |
| 1998    | 5       | 0       |
| 1999    | 1       | 0       |
| Total   | 25      | 2       |